# Herbert Benedikt
Herbert Benedikt (* 22. September 1925 in Wien; † 23. Juli 1987 in Beckum) war ein österreichischer Maler und Graphiker der Wiener Schule des Phantastischen Realismus.

## Leben
Benedikt war Sohn der Maria Kandler-Benedikt und eines bulgarischen Ingenieurstudenten. Er wurde überwiegend von den Eltern seiner Mutter erzogen, weil sein Vater 1930 nach Beendigung seines Studiums wieder nach Bulgarien zog und die Mutter 1934 das Elternhaus verließ, um Hausdame eines Industriellenhaushalts in Mailand zu werden. Nach Besuch des Real-Gymnasiums und der Handelsakademie wurde er auf Wunsch der Großeltern zunächst Volontär bei einer Bank, bis er 1943 zum Arbeitsdienst und ab 1944 zur Wehrmacht eingezogen wurde. Er kam in sowjetische Kriegsgefangenschaft, aus der er 1948 schwer krank zurückkehrte. Gesund wurde er erst nach einem Jahr, vor allem durch die aufopfernde Pflege seiner Großmutter.
Von 1950 bis 1952 studierte Benedikt Malerei bei Eduard Josef Wimmer-Wisgrill und Albert Paris Gütersloh, 1953 wurde er Schüler von Ernst Fuchs und war ab 1954 als freischaffender Künstler tätig. 1955 nahm er an der Internationalen Sommerakademie für Bildende Kunst Salzburg unter Oskar Kokoschka teil und stellte dabei seine ersten Bilder aus. Für die Salzburger Festspiele war er mehrere Monate Bühnenbildnerassistent unter Oscar Fritz Schuh.
Benedikt heiratete 1959 die Westfälin Lieselotte Westermann, das Ehepaar wohnte seitdem in Neubeckum. Von 1968 bis 1974 unterrichtete Benedikt auch an der Fachhochschule Beckum und Detmold.

## Werk
Benedikt ist sein gesamtes Leben lang der Wiener Schule des Phantastischen Realismus, die innerhalb des Surrealismus eine Sonderrolle spielt, unbeirrt treu geblieben. Seine Bilder und Graphiken zeigen in einer realistischen Bildersprache surreale und phantastische Welten, Melancholie und Weltschmerz, aber auch dann teilweise im Stil alter Meister Natur- und Architekturlandschaften. Benedikt liebte das Mittelmeergebiet, er reiste oft dorthin. Seine mediterranen Landschaften zeigen eine unberührte Natur, der die menschliche Vernunft durch antike Tempel und Bauten der Renaissance Ordnung und Regel verleiht.
Bilder des Künstlers befinden sich im Besitz des Ministers für Wissenschaft in Wien, in den Sammlungen der Stadt Wien, des Westfälischen Landschaftsverbandes Münster, des Westfälischen Landesmuseums Münster, des Museums Abtei Liesborn sowie in vielen Privatsammlungen in Deutschland, Österreich und der Schweiz.

## Ausstellungen
In Deutschland fand, neben vielen Ausstellungsbeteiligungen, 1962 die erste Einzelausstellung im Kunstpavillon in Soest statt, Einzelausstellungen unter anderem weiter in Wien bei Ernst Fuchs und im Wilhelm-Böhler-Haus in Bonn, 1985 und 2007 im Museum Abtei Liesborn und 1997 zum 10. Todestag des Künstlers 1997 im Stadtmuseum Beckum. 2015 fand in Wiedenbrück unter dem Titel Herbert Benedikt – ein phantastischer Realist der Wiener Schule im Exil – oder – die Vertreibung aus dem Paradies -Surreale Kunst aus dem Museum Abtei Liesborn eine Ausstellung statt.